# Johann Heinrich Lips

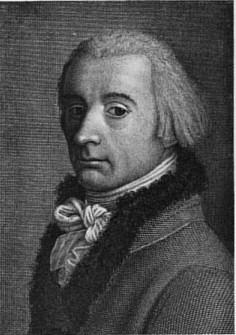
Johann Heinrich Lips självporträtt

Johann Heinrich Lips, född 29 april 1758, död 5 maj 1817, var en schweizisk målare och kopparstickare.
Lips sammanträffade med Goethe i Italien och fick genom honom kallelse till en professur vid skolan Fürstliche freie Zeichenschule i Weimar 1789-1794. Bland Lips 1400 grafiska blad märks porträtt av Goethe och Christoph Martin Wieland. Lips målade även historiska motiv i akvarell. 
Lips son och elev Johann Jakob Lips (1790-1835) verkade också som kopparsticksporträttör och illustratör.